# Al-Marsa (Sahara Zachodnia)
Al-Marsa (arab. ‏المرسى‎, trb. Al-Mrsa trl. āl-mrsā) – miasto i port w Saharze Zachodniej, w regionie Al-Ujun-Budżdur-Sakija al-Hamra. Położony kilka kilometrów na zachód od Al-Ujun. Liczba mieszkańców w 2004 roku wynosiła 10 229 osób.